# Lucy-le-Bocage
Lucy-le-Bocage è un comune francese di 177 abitanti situato nel dipartimento dell'Aisne della regione dell'Alta Francia.

## Società

### Evoluzione demografica
Abitanti censiti